# بيبين
خوسيه كأساس غريس (بالإسبانية: José Casas Gris)‏ المعروف باسم بيبين ، من مواليد 16 نوفمبر 1931، لاعب كرة قدم إسباني سابق.
لعب مع منتخب إسبانيا لكرة القدم.
توفي في 12 أكتوبر 2010.

## روابط خارجية
- بيبين على موقع قاعدة بيانات كرة القدم.إي يو (الإنجليزية)
- بيبين على موقع ناشيونال فوتبول تيمز (الإنجليزية)